# Nicolae Rădescu
Nicolae Rădescu (ur. 30 marca 1874 w Călimănești, zm. 16 maja 1953 w Nowym Jorku) – rumuński wojskowy i polityk, premier Rumunii między 7 grudnia 1944 a 1 marca 1945 roku.

## Życiorys
Syn Radu i Zamfiry. W 1898 ukończył szkołę oficerów kawalerii. Brał udział w II wojnie bałkańskiej, jako adiutant dowódcy 1 Dywizji Kawalerii. W czasie I wojny światowej był dowódcą batalionu w stopniu majora. W 1916 został wyróżniony Orderem Michała Walecznego III klasy za odwagę, którą wykazał w walkach w rejonie Sălătruc. W latach 1926–1928 pełnił funkcję attaché wojskowego w Wielkiej Brytanii. Awans na pierwszy stopień generalski uzyskał w 1928. 5 lutego 1933 przeszedł do rezerwy.
W okresie międzywojennym był przywódcą skrajnie prawicowej partii Cruciada Românismului, skupiającej renegatów z Żelaznej Gwardii. W 1942 Rădescu napisał artykuł, w którym skrytykował niemieckiego ambasadora Manfreda Freiherra von Killingera za ingerencję w wewnętrzne sprawy państwa rumuńskiego. W konsekwencji został aresztowany i osadzony w obozie dla internowanych w Târgu Jiu. Po upadku Iona Antonescu, w sierpniu 1944 został uwolniony z internowania i objął stanowisko szefa sztabu armii rumuńskiej.
7 grudnia 1944 Rădescu stanął na czele rządu, który próbował zapobiec sowietyzacji państwa rumuńskiego. Protesty organizowane przez partię komunistyczną przeciwko rządowi Nicolae Rădescu w lutym 1945 doprowadziły do śmierci 10 osób. Pod naciskiem Andrieja Wyszynskiego, wiceministra spraw zagranicznych ZSRR, który przybył osobiście do Bukaresztu, Rădescu ustąpił 1 marca 1945 z zajmowanego stanowiska. Po rezygnacji znalazł azyl w poselstwie Wielkiej Brytanii w Bukareszcie. Przekazany władzom rumuńskim pozostawał w areszcie domowym do czerwca 1946, kiedy opuścił kraj i udał się na Cypr. Po kilku miesiącach pobytu w Paryżu i Lizbonie wyjechał do Stanów Zjednoczonych. Tam organizował Rumuński Komitet Narodowy, dążąc do zjednoczenia polityków antykomunistycznych, działających na uchodźstwie. W 1950 opuścił Komitet i wspólnie z Grigore Gafencu i Nicolae Caranfilem tworzył Ligę Wolnych Rumunów (Liga Românilor Liberi).
Był żonaty (żona Gizela Ettinger). Zmarł w Nowym Jorku na gruźlicę i został pochowany na cmentarzu Calvary. W 2000 jego doczesne szczątki zostały przewiezione do kraju i spoczęły na cmentarzu Bellu w Bukareszcie.